# Pasqualina Napoletano

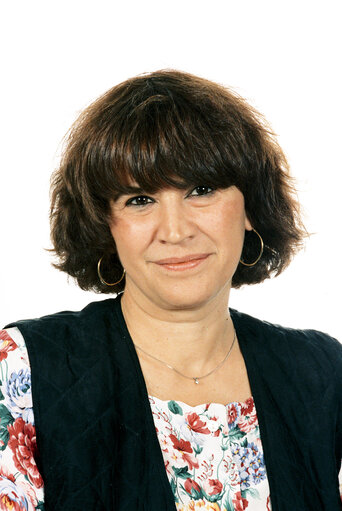
Pasqualina Napoletano

Pasqualina Napoletano (* 28. September 1949 in Molfetta) ist eine italienische Politikerin und Lehrerin.

## Leben
Napoletano studierte Lehramt. Napoletano wurde 1971 Mitglied der Kommunistischen Partei Italiens und später der Democratici di Sinistra. Von 1989 bis 1994 sowie von 1996 bis 2009 war sie Abgeordnete im Europäischen Parlament.